# Menez Lokorn
Le Menez Lokorn ou montagne de Locronan est une colline située sur les communes de Locronan, Quéménéven et Plogonnec, dans le département du Finistère, en France.
D’une altitude de 285 mètres, elle offre un panorama sur la baie de Douarnenez, le cap de la Chèvre et le Ménez Hom. Elle abrite la chapelle Ar Zonj, dédiée à saint Ronan, et la Chaise de Saint-Ronan, constituant toutes deux des étapes de la Troménie. Sa face Nord est boisée par le bois du Duc tandis que son versant sud est aménagé en bocage.
La montagne de Locronan est classée parmi les sites du Finistère pour son aspect « pittoresque, légendaire et historique ».